# Thai-Denmark Super League (pallavolo femminile)
La Thai-Denmark Super League è un torneo pallavolistico femminile per squadre di club thailandesi.

## Albo d'oro
| Edizione      | Edizione          | Podio            | Podio     | Podio             |
| Anno          | Sede della finale | Campione         | Risultato | Finalista         |
| ------------- | ----------------- | ---------------- | --------- | ----------------- |
| 2013 Dettagli | Bangkok           | Idea Khonkaen    | 3 - 0     | Supreme Chonburi  |
| 2014 Dettagli | Bangkok           | Ayutthaya        | 3 - 0     | Nakhon Ratchasima |
| 2015 Dettagli | Bangkok           | Bangkok Glass    | 3 - 0     | Nakornnonthaburi  |
| 2016 Dettagli | Bangkok           | Bangkok Glass    | 3 - 2     | Supreme Chonburi  |
| 2017 Dettagli | Bangkok           | Supreme Chonburi | 3 - 1     | Bangkok Glass     |

## Palmarès
| Squadra          | Titolo | Stagione   |
| ---------------- | ------ | ---------- |
| Bangkok Glass    | 2      | 2015, 2016 |
| Idea Khonkaen    | 1      | 2013       |
| Ayutthaya        | 1      | 2014       |
| Supreme Chonburi | 1      | 2017       |